# Hervé Le Tellier
Hervé Le Tellier (Paris, 21 de abril de 1957) é um escritor, jornalista, ex-matemático e linguista francês.

## Biografia
Vive actualmente em Paris. É jornalista do jornal Le Monde e membro do grupo Oulipo. Autor de romances, poemas e exercícios de escrita constrangida. É sobretudo reconhecido como escritor. 
Vencedor do prémio Goncourt 2020, é autor de vários livros, que vão do romance ao conto, passando pela poesia e pelo teatro. Formou-se em matemática e depois em jornalismo. É também linguista e editor.

## Obras traduzidas em português

### Em Portugal
- Nunca é Demais Falar de Amor, Teodolito, tradução de Luís de Barros, 2016
- Electrico W, Sextante, 2016
- A Anomalia, Editorial Presença, Tânia Ganbo, 2021

## Páginas externas
- site oficial de Hervé Le Tellier (Oulipo)